# Port lotniczy Al-Dżura
Port lotniczy Al-Dżura – lotnisko w Al-Dżurze w muhafazie Synaj Północny w Egipcie, w okolicy miasta Al-Arisz. Zostało ono zbudowane przez Izraelczyków po wojnie sześciodniowej jako baza lotnicza Etam podczas izraelskiej okupacji Synaju trwającej w latach 1967-1979 jako drugie lotnisko w okolicy, obok zniszczonego egipskiego lotniska Al-Arisz.

## Wydarzenia
- 15 sierpnia 2005 roku w pobliżu lotniska nastąpiła eksplozja, w wyniku czego został zniszczony mikrobus używany przez siły międzynarodowe (Multinational Force and Observers, MFO), dwóch żołnierzy kanadyjskich zostało rannych[1][2].
- 6 maja 2007 roku z lotniska wystartował francuski samolot DHC-6 Twin Otter, należący do międzynarodowych sił pokojowych (MFO), który następnie rozbił się w okolicy As-Samad.